# عرفان خان (لاعب كرة قدم)
عرفان خان (10 ديسمبر 1993 بأتر برديش في الهند - ) هو لاعب كرة قدم هندي في مركز الوسط. لعب مع Indian Arrows ‏.

## وصلات خارجية
- عرفان خان على موقع قاعدة بيانات كرة القدم.إي يو (الإنجليزية)